# Kristallschnecken
Die Kristallschnecken (Pristilomatidae, syn.: Vitreidae) sind eine Familie aus der Unterordnung der Landlungenschnecken (Stylommatophora). Die Familie ist in Europa mit rund 60 Arten vertreten. In Mitteleuropa kommen ursprünglich sechs Arten vor, eine siebte Art wurde eingeschleppt.

## Merkmale
Die Gehäuse sind meist klein (max. 6 bis 8 mm) und abgeflacht kegelig. Im Adultstadium sind 4 bis 6, eng gewundene, langsam zunehmende Windungen vorhanden. Die Mündung ist rundlich, abgeflacht elliptisch und mehr oder weniger stark durch die vorige Windung angeschnitten. Ist die Mündung durch die vorige Windung stark angeschnitten, wird sie auch als halbmondförmige Mündung beschrieben. Der Mündungsrand ist gerade und meist zugeschärft, kann aber auch etwas verdickt sein (dann etwas vom Mundrand entfernt). Der Nabel ist völlig geschlossen oder nur mäßig weit.
Die Schale ist meist glasartig-farblos bis hell-hornfarben. Auf der Oberfläche sind sehr feine Anwachsstreifen  und gelegentlich ebenfalls sehr feine Spiralstreifen vorhanden. Die Oberfläche ist hoch glänzend.
Im Weichkörper ist die Sohle nicht unterteilt. Der linke Nackenlappen ist unterteilt und hat einen akzessorischen unteren Lappen. Die Genitalöffnung befindet sich mit wenigen Ausnahmen nahe bei der Basis des rechten unteren Tentakels. Im zwittrigen Geschlechtsapparat ist der Samenleiter kurz bis mäßig lang. Ein Epiphallus ist vorhanden und dringt seitlich oder apikal in den Penis ein. Ein Blindsack (Caecum oder Flagellum) ist vorhanden oder kann auch fehlen. Der Penisretraktormuskel setzt am Blindsack oder am Penis nahe dem Übergang Penis/Epiphallus an. Der Penis hat eine Internstruktur mit Längsfalten oder mit Stimulatoren. Die Penishülle ist sehr klein und dünn oder fehlt ganz. Die Spermathek unterschiedlich entwickelt mit sehr langen oder kurzen Stiel und unterschiedlicher Form der Blase; sie kann auch reduziert. Die perivaginale Drüse ist immer vorhanden.

## Geographische Verbreitung, Lebensraum und Lebensweise
Die Familie ist in ganz Nordamerika, Europa und West- und Ostasien (Russischer Ferner Osten bis Taiwan) verbreitet, und mit großem Fragezeichen auch auf der Norfolkinsel im Südpazifik. Die Tiere leben an feuchten Stellen im Laub, in Felsspalten, im Lückensystem des Bodens und in Höhlen. Sie ernähren sich meist von modernden Pflanzenteilen.

## Taxonomie
Das Taxon wurde 1891 von Theodore Dru Alison Cockerell aufgestellt. Es ist inzwischen allgemein anerkannt und wird als Familie in der Überfamilie Gastrodontoidea Tryon, 1866 gestellt. Schileyko (2003) stellt sie als Unterfamilie in die Familie Zonitidae. Vitreidae Baker, 1930, ist ein jüngeres Synonym zu Pristilomatidae Cockerell, 1891. Schileyko (2003) benutzt dieses Taxon auf der hierarchischen Ebene einer Tribus (Vitreini). Nach MolluscaBase gliedert sich die Familie wie folgt:
- Familie Pristilomatidae Cockerell, 1891
  - Clappiella H.B. Baker, 1929
  - Coreovitrea Riedel, 1967
  - †Eurocystina Harzhauser & Neubauer, 2018
  - Gollumia Riedel, 1988
  - Gyralina Andreae, 1902
  - Hawaiia Gude, 1911
    - Falsche Scheibchenschnecke (Hawaiia minuscula (Binney, 1840))

  - Lindbergia Riedel, 1959
  - Monadea Westerlund, 1902
  - Paravitrea Pilsbry, 1898
  - Ogaridiscus Chamberlin & Jones, 1929
  - Paravitrea Pilsbry, 1898
  - Pilsbryna H.B. Baker, 1929
  - Gattung Pristiloma Ancey, 1887 (mit den Untergattungen Pristiloma (Pristinopsis) Baker, 1931, Pristiloma (Pricovitrea) Baker, 1931, Pristiloma (Pristiloma) und Pristiloma (Priscovitreops) Baker, 1931[2])
  - Pycnogyra Strebel & Pfeffer, 1879
  - Spinophallus Riedel, 1962
  - Taurinellushka Balashov, 2014
  - Troglovitrea Negrea & Riedel, 1968
  - Vitrea Fitzinger, 1833 (wird in drei Untergattungen unterteilt: Vitrea (Vitrea) Fitzinger, 1833, Vitrea (Subrimatus) A. J. Wagner, 1907, Vitrea (Crystallus) R. T. Lowe, 1854)
    - Weitgenabelte Kristallschnecke (Vitrea contracta (Westerlund, 1871))
    - Gemeine Kristallschnecke (Vitrea crystallina (O. F. Müller, 1774))
    - Ungenabelte Kristallschnecke (Vitrea diaphana (Studer, 1820))
    - Vitrea narbonensis (Clessin, 1877)
    - Enggenabelte Kristallschnecke (Vitrea subrimata (Reinhardt, 1871))
    - Transsylvanische Kristallschnecke (Vitrea transylvanica (Clessin, 1877))